# Manuel Morón
Manuel Morón (Cadis, 9 de juny de 1956) és un actor espanyol.
Es va donar a conèixer al públic pel seu paper protagonista com a pare de Juan José Ballesta a El Bola. Després de l'òpera prima d'Achero Mañas li arribaren papers a Smoking Room, de Roger Gual i Julio Wallovits; AzulOscuroCasiNegro, de Daniel Sánchez Arévalo; 25 kilates, de Patxi Amezcua; La sombra de nadie, de Pablo Malo o Celda 211, de Daniel Monzón. Ha interpretay a Manuel Azaña en la película de 2016 Ebre, del bressol a la batalla.
El 2016 va tornar a les ordres de Roger Gual, per 7 años, primera pel·lícula de producció espanyola per a la plataforma Netflix.
En 2018, va ser personatge secundari de la sèrie de Movistar+, La Peste i també en la pel·lícula dirigida per Marta Díaz, Mi querida cofradía. L'any següent aparegué al telefilm Èxode, de la batalla a la frontera, de Roman Parrado.